# Коллиг
Коллиг (нем. Kollig) — община в Германии, в земле Рейнланд-Пфальц. 
Входит в состав района Майен-Кобленц. Подчиняется управлению Майфельд.  Население составляет 504 человека (на 31 декабря 2010 года). Занимает площадь 4,99 км².